# Georg Abraham Schneider
Georg Abraham Schneider (Darmstadt, 19 aprile 1770 – Berlino, 19 gennaio 1839) è stato un cornista, compositore e Hofkapellmeister tedesco.

## Biografia
Schneider ricevette la sua formazione presso la comunità musicale di Darmstadt. Dal 1787 divenne cornista della Hofkapelle del Principato di Assia-Darmstadt, e dal 1795 passò, salvo brevi interruzioni, al servizio prussiano.
Stilisticamente la musica di Schneider è debitrice dell'opera di Haydn e Mozart. Nella sua carriera di compositore e interprete il corno occupò tuttavia un'importanza centrale: fu particolarmente interessato alle potenzialità di questo strumento sorte dopo l'invenzione del corno a pistoni. Il suo Concerto per 4 corni del 1818 fu una delle prime opere in assoluto scritte per corno a pistoni.
Nel 1820 Schneider venne nominato direttore d'orchestra regio e successivamente (1825) Hofkapellmeister. Nel 1833 divenne membro dell'Accademia dell'arte prussiana e tra i suoi allievi ebbe, tra gli altri, Carl Ludwig Hellwig.
Sua figlia Maschinka sposò il compositore di Dresda François Schubert.